# Formacja Botucatu
Formacja Botucatu (port. Formação Botucatu) – formacja geologiczna składająca się ze skał osadowych, występująca w południowej Brazylii i w Urugwaju, w niecce Parany. Jej wiek oceniany jest na późną jurę i wczesną kredę.

## Nazwa
Nazwa formacji pochodzi od miasta Botucatu, gdzie skały te zostały odkryte i opisane po raz pierwszy.

## Opis
Formacja Botucatu składa się ze skał osadowych, głównie piaskowców pochodzenia eolicznego.

## Wiek

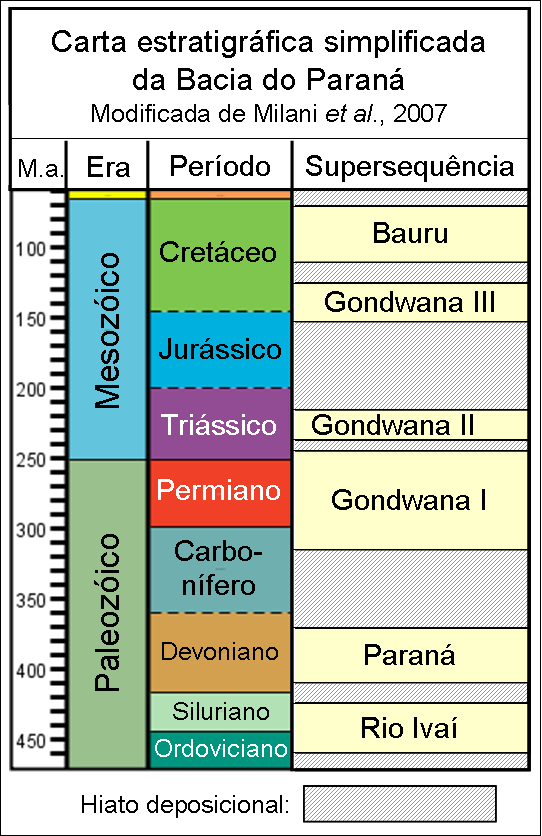
Stratygrafia niecki Parany (Milani, 1997)

Na podstawie skamieniałości przewodnich określono ich wiek na późną jurę i wczesną kredę (151-134 miliony lat).

## Położenie
Powyżej zalega formacja Serra Geral (port. Formação Serra Geral), a poniżej formacja Caturrita (port. Formação Caturrita).
Milani (1997) określił formację Botucatu jako część supersekwencji Gondwana III (port. Supersequência Gondwana III).

## Wody
W skałach formacji Rio do Rastro występuje rozległa zasobna w wodę warstwa wodonośna Aquífero Guarani.